# De Wild in de Middag
De Wild in de Middag is een Nederlands radioprogramma van PowNed op NPO Radio 2. Het programma werd sinds maandag 2 januari 2017 elke maandag tot en met vrijdag uitgezonden tussen 16:00 en 18:00 uur. Sinds de terugkeer van Ruud de Wild op 4 oktober 2021, na zijn diagnose en behandeling van darmkanker, is het programma te horen van maandag tot en met donderdag tussen 16:00 en 18:00 uur.
Het programma wordt gepresenteerd door Ruud de Wild. Tot november 2020 waren de sidekicks Cielke Sijben en, sinds 26 november 2018, Thijs Maalderink. Per 4 oktober 2021 wordt de rol als sidekick afwisselend ingevuld door Evi Hanssen,  Vivienne van den Assem, Bettina Holwerda en Bridget Maasland.  Bij afwezigheid van De Wild zit Paul Rabbering,  Annemieke Schollaardt,  Emmely de Wilt of Eddy Keur op diens plek. Vanaf het voorjaar van 2021 t/m september 2021 werd De Wild behandeld aan darmkanker. Hierdoor werd hij in die gehele periode vervangen door Eddy Keur.
Door de komst van het programma per januari 2017 verschoof Wout2Day van Wouter van der Goes destijds naar maandag tot en met vrijdag 18:00 tot 20:00 uur.
Op 13 december 2022 werd door de NPO bekendgemaakt dat De Wild per 1 januari 2023 over zou stappen van KRO-NCRV naar PowNed, waarbij hij het radioprogramma meenam. Het team, tijdslot en inhoud blijven verder hetzelfde.

## Vaste onderdelen
- De Wild opent het programma met pianozang met het nieuws van de dag, waarna de programma-opener start.
- Het dagnieuws van Ruud en sidekicks, gevolgd door een jingle.
- Enkele telefoongesprekken met mensen uit het nieuws.
- Top vijf over vijf. Een top vijf na 17:00 uur met komische opmerkingen naar aanleiding van een gebeurtenis.
- Duitse donderdag. Op een willekeurige donderdag draait De Wild tussen 17:30 en 18:00 uur Duitstalige muziek (popmuziek en schlagers).
- "E-reader Aanrader" (met Amerikaans-Engelse tongval): een gesprek met de schrijver van een nieuw boek over waarom men het moet lezen.
- Het NOS-nieuws met een NOS nieuwslezer(es).
- Tijdens het laatste nummer wordt er aan het eind een gedeelte uitgeknipt
- USA Today met Michiel Vos
- Dokter Felicia (met plastisch chirurg Felicia Smits)
- Vergeten Groente Game (met Amerikaans-Engelse tongval)
- Elke maandag een woordgraptogram uit de Volkskrant
- Dierendokter Martin A.

Aan De Slag! · Afslag Thunder Road · Aje Tho! · Annemiekes A-lunch · Blokhuis · Bureau De Wilt · Bureau Kijk in de Vegte · Corné Klijns Soul Sensations · De Staat van Stasse · De Wild in de Middag · Echt Jasper · Funky Frank's · Giel ·Gijs 2.4 · Grand Café Kranenbarg · Helemaal Haandrikman · Het Platenpaleis · Hey JP! · Holy Hits · Jan-Willem Start Op! · Licence 2 Chill · Mega Album Top 50 · Motel De Wilt · Musical Moods · Muziekcafé · On the Beat · One Night Stenders · Het oor wil ook wat · PAUL! · Rabbering Laat · Rarmarmar · RickvanV doet 2 · Rinkeldekinkel · Schiffers.fm · SHAY! · Simone's Songlines · Soul Night met One'sy · Spijkers met koppen · Thank God It's Sunday · The Best of 2night · The Big Frank Show · Thijs · Tijd voor Twee · Van Inkels Choice · Verrukkelijke 15 ·  VrijZaZo Show · Vroeg op Frank · 't Wordt Nu Laat · WILDGROEI · Wout2Day · Yora en Sander, Sander en Yora
Huidige: · Annemieke Schollaardt · Bart Arens · Carolien Borgers · Evelien de Bruijn · Corné Klijn · Daniël Lippens · Desiree van der Heiden · Dolf Jansen · Eddy Keur · Emmely de Wilt · Evert Duipmans · Jan-Willem Roodbeen · Jeroen Kijk in de Vegte · Jeroen van Inkel · Leo Blokhuis · Martine ten Klooster · Morad El Ouakili · Paul Rabbering · Ruud de Wild · Shay Kreuger ·Tannaz Hajeby · Thomas Hekker · Willemijn Veenhoven
Voormalige: Alfred van de Wege · Andrew Makkinga · Bert Haandrikman · Bert Kranenbarg · Cees van Zijtveld · Cielke Sijben · Daniël Dekker · Edwin Diergaarde · Felix Meurders · Ferry Maat · Frank du Mosch · Frits Sissing · Frits Spits · Gerard Ekdom · Giel Beelen · Gijs Staverman · Hans Schiffers · Henk van Steeg · Jan Paul Grootentraast · Jasper de Vries · Jeanne Kooijmans · Jeroen Mulder · Jetske van Staa · Jurgen van den Berg · Karel van Cooten · Kasper Kooij · Kimberley Dekker · Malou Holshuijsen · Marc Adriani · Marisa Heutink · Mart Smeets · Miranda van Holland · One'sy Muller · Peter Schuiten · Peter van Bruggen · Rick van Velthuysen · Rob Stenders · Roeland van Zeijst · Ron Stoeltie · Rutger Radstaake · Ruud Hermans · Sander de Heer · Sander Guis · Sara Kroos · Simone Walraven · Ted de Braak · Thijs Maalderink · Thomas van Vliet · Timur Perlin · Toine van Peperstraten · Tom Mulder · Will Luikinga · Yora Rienstra· Wouter van der Goes· Frank van 't Hof · Stefan Stasse  ·